# Капланов, Мурад Рашидович
Мурад Рашидович Капланов (кум. Къапланланы Мурад Рашидны уланы; 15 апреля 1915 — 29 мая 1980) — советский учёный и промышленный деятель в области создания ракетно-космической техники, работавший под непосредственным руководством Сергея Павловича Королева, главный конструктор первых в истории систем дальней космической связи и телевизионного вещания. Доктор технических наук. Дважды лауреат Государственной премии СССР (1968, 1975), дважды кавалер Ордена Трудового Красного Знамени (1963, 1973).

## Биография
Родился 15 апреля (3 апреля по старому стилю) 1915 года во Владикавказе, в семье потомственного дворянина, кумыкского князя Рашидхана Завитовича Капланова и врача Эльки Хаимовны Аршон (1886—1964), уроженки Динабурга.
Дед по материнской линии — выпускник Петербургского горного училища (1884) Хаим Беркович Аршон (1855—1932) — перевёз семью в Режицу вскоре после рождения дочери, а в 1888 году был избран первым казённым раввином Тобольской губернии (занимал эту должность в 1888—1891 и вновь в 1895—1898 годах). 
В 1921 году семья переехала в Москву. После окончания школы, в 1931 году поступил в Московский институт инженеров связи (ныне МТУСИ), однако в 1932 году перевёлся на первый курс Московского энергетического института им. Молотова, электрофизический факультет. В 1937 году окончил с отличием этот институт по специальности «производство аппаратуры для установок радиосвязи».
Ещё до окончания МЭИ в 1936 году он поступил на работу инженером в Научно-исследовательский кинофотоинститут. В ноябре 1937 года был арестован и отправлен в Ухтастройлаг НКВД (в это же время были репрессированы его родители). Однако вскоре был переведён в разряд вольнонаёмных и работал на кинобазе города Ухта техруком до 1943 года.
С 1943 по 1944 годы служил в Красной Армии в звании рядового. Военными наградами отмечен не был. В апреле 1944 года Капланов после демобилизации был командирован на п/я 241 (завод № 695, город Москва) и приступил к работе в должности инженера. Но уже в ноябре того же года он начальник лаборатории. В 1947 году Капланов победил в конкурсе на лучший массовый детекторный приёмник, который он назвал «Комсомолец» и который выпускался в большом количестве на многих радиозаводах и радиоартелях СССР до середины 1950-х годов. Конец 1940-х годов связан у Капланова не только с разработкой детекторного приемника «Комсомолец». В первую очередь, если судить по его научным отчетам, это разработка нескольких радиостанций различного назначения: «Клён», «Тополь», «Кипарис», «Акация», «Дуб», «Сирень» и «Пальма».
По результатам этих работ в 1949 году был награждён нагрудным знаком «Почётный радист СССР». В этом же году у него родился сын Рашид.
В 1954 году Капланова перевели на должность начальника отдела в том же "почтовом ящике". В 1953 году у него совместно с Левиным В. А. вышло первое издание книги «Автоматическая подстройка частоты». Творческое сотрудничество с Левиным. продолжилось и в дальнейшем. В частности, в 1954 году они получили первое авторское свидетельство. Всего Каплановым в соавторстве получено пять авторских свидетельств.
В 1956 году Капланов защитил кандидатскую диссертацию «Особенности применения систем частотной автоподстройки самолётных связных радиостанций». В 1957 году он занимал должность заместителя главного инженера п/я 241, а с 1958 года начал по совместительству преподавать на Кафедре конструирования и производства радиоаппаратуры во Всесоюзном заочном энергетическом институте подготовки и усовершенствования инженеров (ВЗЭИ, ныне МГТУ МИРЭА). В 1956 году был полностью реабилитирован.
С запуском первого в мире искусственного спутника земли в СССР в 1957 году встал вопрос об использовании спутников в качестве ретрансляторов для передачи информации на большие расстояния. 
В 1961 году Королев поручил Капланову разработать систему спутниковой связи для всей территории СССР. В начале 1962 года Каплановым были созданы первые советские спутники связи «Молния-1» (1962) и «Молния-2» (1965). Под его руководством был проведен первый в мире космический телемост «Москва – Владивосток». Для сопряжения спутниковых каналов с магистральными междугородными линиями телефонной связи Капланов разработал многоканальную систему уплотнения и кодирования «Ручей». В 1969 году Капланов создает спутниковую систему управления войсками «Корунд» — первую в истории систему космической связи военного назначения с цифровой передачей информации. Участвовал в создании телеметрических радиолиний для автоматических станций «Луна» (1958), станции «Сигнал» для получения срочных особо важных телеметрических данных о космических кораблях, аппаратуры «Калина-3» для пилотируемых космических кораблей «Восток» и «Кулон».

Один из ближайших соратников С.П. Королёва, учёный-конструктор ракетно-космической техники Борис Евсеевич Черток своей книге «Ракеты и люди. Горячие дни холодной войны» писал:

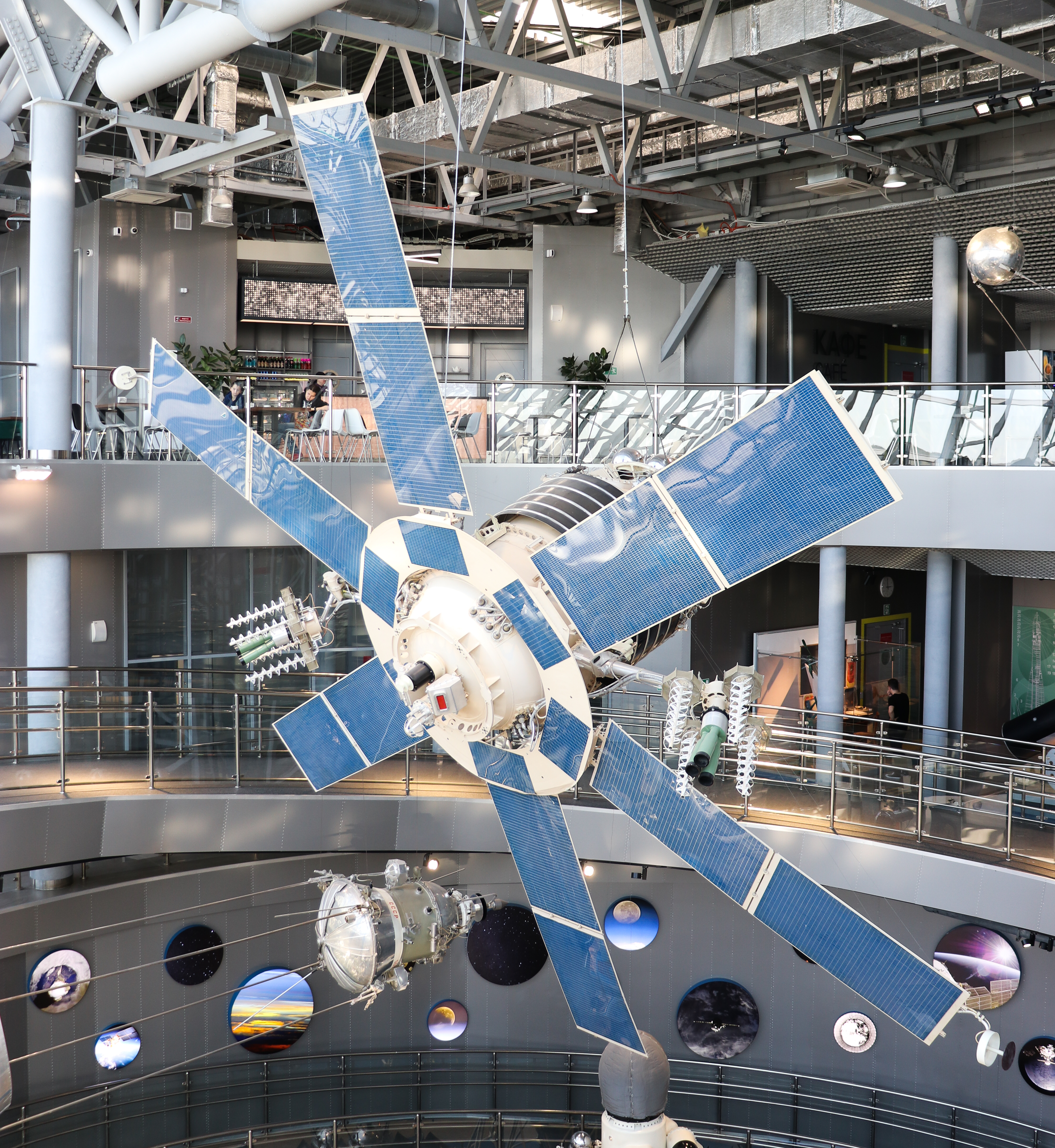
«Молния-1» — первый советский спутник связи, созданный под руководством М.Р. Капланова. Музей истории космонавтики им. К.Э. Циолковского.

«Мне довелось послушать курс лекций, читавшийся Мурадом Рашидовичем Каплановым в МИРЭА. Это незабываемо. Помню его мягкий юмор и размеренный темп речи. Я попадал в другую эпоху, его речь была как музыка, грамотная, суперкорректная, поразителен сам мягкий тембр громкого голоса большого конструктора, учёного, пережившего репрессии, прошедшего войну в войсках связи, изобретателя новой небывалой тогда в мире техники. Капланов рассказывал о разработке первых спутниковых военных связных ретрансляторов, которые были только у американцев и в СССР. Он говорил о трудностях, которые преодолевались. Человек, у которого один дядя в Америке, другой в Париже, белоэмигрант, был разработчик самой передовой советской техники в мире.
Сергей Павлович не умел откладывать подобные решения в «долгий ящик». Он тут же позвонил Быкову по «кремлевке» и сказал: «Вот у меня сидит Черток. Он предлагает поручить разработку ретранслятора для спутника связи «Молния-1» Капланову. Я его не знаю. Ваше мнение как директора института?». Ответ Быкова успокоил Сергея Павловича. После этого он поручил мне познакомить его с Каплановым.
Организовать посещение Королева Каплановым было просто. При их встрече я уже в который раз убедился в умении Королева проверять людей «на прочность» лично, не перепоручая это своим заместителям. Он учинял импровизированные психологические тесты, делал это артистически, и по результатам наблюдений у него складывалось мнение о человеке. В отличие от моих уверений, что задуман пока только эксперимент, Королев начал говорить о важнейшем задании правительства. Он сказал, что мы будем не разрабатывать спутник для экспериментов, а сразу строить систему связи для всей территории Союза!
В начале 1962 года с участием Капланова был подготовлен первый проспект, рекламирующий «Молнию-1», который был разослан в ЦК, ВПК, всем заинтересованным министерствам. Это был первый документ по «Молнии-1», вышедший во внешний, хотя и закрытый мир. Прочитав этот документ спустя 33 года, я испытал новое чувство уважения к утвердившему этот проспект Королеву, к самому себе, Капланову и всем участникам разработки за ясность постановки задач, перечень трудностей и основных подлежащих исследованию проблем. В отличие от обещаний, которые мы давали по программам мягкой посадки на Луну, достижению Венеры и Марса, это обещание было без всякой шумихи выполнено».
В 1963 году стал доктором технических наук, а в 1964 — профессором кафедры конструирования и производства радиоаппаратуры МИРЭА. С 1963 года — заместитель генерального директора МНИИРС (бывший п/я 241).
В 1973 году М.Р. Капланов подал заявление на имя ректора МИРЭА с просьбой зачислить его в штат МИРЭА на постоянной основе. Его просьба была удовлетворена, в том же году он покинул МНИИРС, и до своей смерти 29 мая 1980 года возглавлял кафедру конструирования и производства радиоаппаратуры.
Умер 29 мая 1980 года. Прах захоронен в колумбарии на Донском кладбище.

## Семья
- Жена — Лилиана Исаевна Ромбах (1918, Харбин — 1999, Москва), сестра поэта Наума Гребнева[7].
  - Сын — Рашид Мурадович Капланов (1949—2007), российский историк и этнограф, специалист в области иудаики.